# Конвой «Ганза № 3»
Конвой «Ганза № 3» — японський конвой часів Другої світової війни, проведення якого відбувалось у травні — червні 1943-го.
Пунктом призначення конвою стала затока Ганза на північно-східному узбережжі Нової Гвінеї (приблизно посередині між головним японським гарнізоном у Веваку та важливим опорним пунктом у Мадангу), тоді як вихідним пунктом був Палау — важливий транспортний хаб на заході Каролінських островів.
До складу конвою увійшли транспорти «Денмарк-Мару», «Хофуку-Мару», «Шінсей-Мару № 1» (Shinsei Maru No. 1), «Сін'ю-Мару» (Shinyu Maru) та «Хакутецу-Мару № 13» (Hakutetsu Maru No 13), що, зокрема, мали на борту військовослужбовців зі складу 20-ї піхотної дивізії та інших підрозділів 18-ї армії. Охорону забезпечували есмінці «Амацукадзе» і «Уракадзе».
23 травня 1943-го конвой вийшов з порту і 29 травня прибув до місця призначення. Хоча поблизу Палау регулярно діяли американські підводні човни, а Ганза перебувала в межах досяжності ворожої авіації, проте конвой пройшов без втрат і 4 (за іншими даними — 3) червня повернувся на Палау.